# Vincenzo Reina
Vincenzo Reina (Como, 22 novembre 1862 – Como, 9 novembre 1919) è stato un matematico e geodeta italiano.

## Biografia
Reina si laureò in Matematica nel 1885 all'Università degli Studi di Pavia. Nel 1887 divenne assistente di Geodesia nella Facoltà di Scienze fisiche, matematiche e naturali della Sapienza - Università di Roma. Lo stesso anno passò alla Scuola di Ingegneria, diretta da Enrico Pucci. Nel 1891, alla morte del Pucci, gli subentrò nella cattedra di Geodesia e successivamente in quella di Geodesia pratica, incarico che mantenne fino alla sua morte nel 1919.
Fu socio dell'Accademia nazionale dei Lincei a partire dal 1916, dell'Accademia delle Scienze di Torino dal 1818 e membro della Commissione geodetica italiana. Fu segretario della Società italiana per il progresso delle scienze, dalla sua ricostituzione nel 1908 fino alla morte.
Dopo la morte di Pucci curò la pubblicazione dei suoi studi sul valore della gravità a Roma.
Il suo lavoro più importante fu nella geodetica la costruzione del profilo geoidico lungo un tratto del Meridiano di Roma fra Monte San Giuliano e Oderzo. Per questo lavoro ricevette nel 1902 il premio dalla Accademia Nazionale dei Lincei.
Notevoli anche i suoi studi nel campo della gravimetria.